# Давід Деарне
Давід Деарне (фр. David Desharnais; 14 вересня 1986, м. Лор'є-Стасьон, Канада) — канадський хокеїст, центральний нападник. Виступає за «Монреаль Канадієнс» в Національній хокейній лізі.
Виступав за «Чікутімі Санененс» (QMJHL), «Бріджпорт Саунд-Тайгерс» (АХЛ), «Цинциннаті Сайклонс» (ECHL), «Гамільтон Бульдогс» (АХЛ), «Монреаль Канадієнс».
В чемпіонатах НХЛ — 119 матчів (24+54), у турнірах Кубка Стенлі — 5 матчів (0+1).